# Финалис

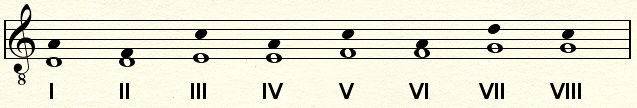
Римскими цифрами показаны порядковые номера, белыми головками — финалисы, чёрными — реперкуссы церковных тонов

Фина́лис (лат. finalis <подразумевается vox> — конечный, заключительный <звук>, также лат. finis — окончание, конец) — функция модального лада, обозначающая конечный тон-устой в григорианском хорале.

## Краткая характеристика
Конечный тон-устой — важнейшая категория любого модального лада (например, майе в мугаме, цзе-ин в китайской традиционной музыке). Однако, называть «финалисом» любой конечный тон (например, заключительный тон песнопения в системе большого знаменного распева) не принято.
Финалис не следует спутывать с тоникой. Тоника — центр притяжения ладовых тяготений на микроуровне (внутри аккордовых оборотов) и на макроуровне (на уровне каденционного и/или модуляционного планов). Финалис — последний, то есть формально выделенный (и потому воспринимаемый как особенно значимый) тон. Модальный лад разворачивается не как система тяготений между центром и периферией (характерных для тональности), а путём обхода ступеней звукоряда, отсюда особое «результативное» значение финалиса. По свидетельству Гвидо Аретинского:
| латынь | перевод |
| --- | --- |
| Praeterea cum aliquem cantare audimus, primam eius vocem cuius modi sit, ignoramus, quia utrum toni, semitonia reliquaeve species sequantur, nescimus. Finito vero cantu ultimae vocis modum ex praeteritis aperte cognoscimus. Incepto enim cantu, quid sequatur, ignoras; finito vero quid praecesserit, vides. Itaque finalis vox est quam melius intuemur. | И вот ещё что: когда мы слышим, как кто-то запел, мы не имеем понятия, к какому ладу относится первый звук [напева], потому что не знаем, какие именно тоны, полутоны и прочие интервалы последуют дальше. По окончании же напева, из предшествовавших [звуков] мы ясно разумеем лад, к которому принадлежит последний его звук. Запевая мелодию, ты не ведаешь, что последует; закончив же её, понимаешь всё, что предшествовало. Вот почему мы столь пристально изучаем именно финальный звук. |

Хотя термин «финалис» исторически связан с церковной монодией католиков, в современной науке его нередко распространяют и на многоголосные модальные лады (в западноевропейской музыке Средних веков и Возрождения); при такой экстраполяции финалисом называют не один тон, а созвучие (конкорд или аккорд).
Finalis систематически употребляется как важнейший термин учения о ладе в музыкально-теоретических трактатах Средних веков и Возрождения начиная с эпохи Каролингов; в выделенном терминологическом значении finalis впервые регистрируется во 2-й половине IX века у Хукбальда Сент-Аманского.

## Конфиналис
Целый ряд григорианских распевов «по стечению обстоятельств» (propter accidens) заканчивается не на финалисе, а на тоне, расположенном квинтой выше финалиса. Этот тон теоретики Средних веков и раннего Возрождения (Амер, Маркетто Падуанский, Бонавентура Брешианский, Франкино Гафури и др.) называли «конфиналисом» (confinalis) или «аффиналисом» (affinalis), реже термином consocialis. Например, градуал II тона «Nimis honorati sunt» (LU, 1326-27) заканчивается не на d (финалисе первого/второго тонов), а на a (конфиналисе первого/второго тонов). Маркетто объясняет «нерегулярность» окончания необходимостью квинтовой транспозиции пьесы; если не сделать такую транспозицию, в той или иной её фразе возникнут «ложные звуки» (musica falsa), т.е. тоны, чуждые (нетранспонированному) диатоническому звукоряду распева.
Некоторые распевы заканчиваются не на финалисе и не на конфиналисе, а на других ступенях исходного диатонического звукоряда. Например, коммунио III тона «Beatus servus» (LU, 1203) заканчивается на a (в то время как регулярный финалис третьего тона — e). Как и в случае с конфиналисом, нестандартное завершение трактовалось как вынужденная транспозиция всего сочинения, во избежание появления по ходу распева — в той или иной мелодической фразе — «чужих» хроматических тонов (в случае с коммунио «Beatus servus» подразумевается, что оно транспонировано на кварту вверх).